# Юркевич, Александр Михайлович
Александр Михайлович Юркевич (1942—2011) — советский борец греко-римского стиля, заслуженный мастер спорта СССР по классической (греко-римской) борьбе, ветеран Вооружённых сил. Старший тренер сборной СССР (1969—1970 гг.).

## Биография
Александр Юркевич родился в деревне Бурбино Пышкино-Троицкого района Томской области. Уже в 1961 году в возрасте 19 лет он выполнил норматив «Мастер спорта СССР». Хотя Александр Юркевич принадлежал к лучшим советским борцам в своей весовой категории, он стал участвовать в международных турнирах только с 1965 года.
Среди наставников Александра Михайловича Юркевича были великие советские борцы, среди них Александр Григорьевич Мазур, первый советский чемпион мира 1955 года в тяжелом весе, ставший чемпионом в 42 года; заслуженный мастер спорта, заслуженный тренер СССР по греко-римской борьбе Епифан Дмитриевич Тарасов, воспитавший 73 мастера спорта, ученик борца Ялмари Кокко; Заслуженный тренер РСФСР Иван Мефодьевич Селетников.
После некоторого успеха в крупных национальных соревнованиях, Александр Юркевич на чемпионате Европы в Минске в 1967 году становится чемпионом. На этом чемпионате он выступал в среднем весе и с большим мастерством одержал победу над Жан-Мари Шардоненс из Швейцарии, Мерлином Оювидом и вничью провел схватку с Лотаром Метцом, чемпионом Восточной Европы.
В 1968 году Юркевич Александр принимал участие в Олимпиаде в полутяжелом весе, но переход в другую весовую категорию не принёс успеха. Однако благодаря упорным тренировкам в 1969 на Чемпионате мира в Мар-дель-Плата Александр Юркевич снова побеждает. В 1969 году в Мар-дель-Плата он побеждает Рагнара Гундерсена из Норвегии, Бёрка Дедрича из Соединенных Штатов, Хирояси Фудзияга из Японии, Николае Негуца из Румынии и из Болгарии Венко Цинцарова и становится чемпионом мира в полутяжелом весе.
Комитет по физической культуре и спорту при Совете Министров СССР, отмечая выдающееся выступление советской сборной команды по классической борьбе в Чемпионате Мира, присвоил Юркевичу звание «Заслуженный мастер спорта СССР».
В 1969—1970 годах Александр Юркевич являлся старшим тренером сборной СССР.
После окончания спортивной карьеры Юркевич Александр Михайлович много лет отдал популяризации идей развития спорта и спортивной борьбы в должности начальника Учебно-методического отдела ЦСКА, был заместителем начальника ЦСКА по учебно-методической работе, работал тренером на Мадагаскаре, ветеран Вооруженных Сил.
Александр Михайлович ушёл из жизни 25 июня 2011 года, в Москве. Похоронен в Малинниках Сергеево-Посадского района в Николинском Храме.

## Спортивные победы
- Чемпион Европы, 1967 г. (Минск)
- Чемпион Предолимпийской недели, 1967 г. (Мехико)
- Чемпион Мира, 1969 г. (Мар-дель-Плата, Аргентина)
- Победитель Первенства СССР среди молодёжи
- Призёр турнира им. Ивана Поддубного (Москва) (1965 г. 2 место, 1967 г. 1 место, 1968 г. 2 место)
- Семикратный Победитель Международных турниров (1964, 1966, 1967, 1969—1971 гг.)
- Серебряный призёр Чемпионата СССР (1964, 1967, 1969 гг.)
- Призёр Спартакиады армий социалистических стран (1969 г. 1 место)
- Бронзовый призёр Чемпионата СССР (1971 г.)
- Призёр Чемпионата армий социалистических стран (1971 г. 1 место)

## Семья
Сын Александра Михайловича — Сергей Юркевич (родился 3 марта 1976 года), российский общественный деятель, глава Фонда поддержки национальных проектов и Института электронного государства.